# Hugo Weczerek
Hugo Weczerek (Salisburgo, 17 dicembre 1909 – Klagenfurt, 14 dicembre 1984) è stato uno schermidore austriaco, vincitore di una medaglia di bronzo ai campionati mondiali di scherma.